# Zibello

Zibello est un hameau italien, frazione de la nouvelle commune de Polesine Zibello, créée le 1er janvier 2016 par la fusion des territoires des anciennes communes de Polesine Parmense et Zibello, situé dans la province de Parme dans la région de l'Émilie-Romagne, dans le nord-est de l'Italie.

## Géographie
Zibello est situé sur le territoire de la Bassa parmense.

## Histoire
- marquisat de Zibello

## Économie
Zibello est le pays par excellence des produits dérivés du porc. On y trouve des produits comme les saucissons et les jambons dont le culatello ou le strolghino.

## Culture

### Monuments et patrimoine
- Palais Pallavicino (XVe siècle) avec ses arcs en brique rouge. L'office du tourisme est situé dans la galerie. En face du palais il y a la grande place Garibaldi.
- À proximité du Palais Pallavicino se trouve l'église de Saint Gervaso et de Saint Protaso, elle aussi, construite en briques.
- Le Couvent dominicain, construit au XVe siècle renferme le musée de la « Civiltà Contadina Giuseppe Riccardi ».

### Fêtes et traditions
Dans le musée de la « Civiltà Contadina Giuseppe Riccardi »  est préparée le célèbre « goûter au culatello », chaque dimanche, du printemps jusqu'à l'automne. Il est également intéressant de signaler l'existence d'une association dénommée « Rue du culatello de Zibello ». 